# Wapen van Herstappe

Het wapen van Herstappe

Het wapen van Herstappe werd op 1 september 1992 aan de Belgisch Limburgse gemeente Herstappe toegekend.

## Blazoenering
De blazoenering van het wapen luidt als volgt:
In goud een adelaar met neerwaartse gerichte vlucht van keel.
De blazoenering vertelt duidelijk dat het om een gouden schild gaat met daarop een rode adelaar met de vleugels gespreid naar beneden gericht.

## Geschiedenis
In 1143 werd Herstappe voor het eerst vermeld als een heerlijkheid behorende bij Luik. De heerlijkheid werd gehouden door het kapittel van Sint-Jan-de-Evangelist, de adelaar is het symbool van Sint-Jan de Evangelist. Het bestuur van de heerlijkheid werd, door het kapittel, samengevoegd met het bestuur van Kemexhe. De heerlijkheid zegelde in de jaren 1505, 1516, en 1631 met een zegel delle court de Kemexhe. De zegels vormden uiteindelijk de basis voor het uiteindelijke wapen. Ook de vlag van Herstappe is hierop gebaseerd.